# Saalbach-Hinterglemm
Saalbach-Hinterglemm település Ausztriában, Salzburg tartományban a Zell am See-i járásban található. Területe 125,46 km², lakosainak száma 2 858 fő, népsűrűsége pedig 23 fő/km² (2014. január 1-jén). A település 1003 méteres tengerszint feletti magasságban helyezkedik el.
A település részei:    Hinterglemm (1087 fő) és   Saalbach (1780 fő, 2011. október 31-én).

## Fordítás
Ez a szócikk részben vagy egészben  a   Saalbach-Hinterglemm című angol Wikipédia-szócikk ezen változatának fordításán alapul.  Az eredeti cikk szerkesztőit annak laptörténete sorolja fel. Ez a jelzés csupán a megfogalmazás eredetét és a szerzői jogokat jelzi, nem szolgál a cikkben szereplő információk forrásmegjelöléseként.